# (2431) Skovoroda
(2431) Skovoroda est un astéroïde de la ceinture principale.

## Description
(2431) Skovoroda est un astéroïde de la ceinture principale. Il fut découvert le 8 août 1978 à Naoutchnyï par Nikolaï Tchernykh. Il présente une orbite caractérisée par un demi-grand axe de 2,65 UA, une excentricité de 0,28 et une inclinaison de 3,0° par rapport à l'écliptique.

## Compléments